# AN 2
Az AN 2 magyar aknásznaszád, melyeket az 1950-es évek első felétől építettek és állítottak szolgálatba a Magyar Néphadseregnél.

## Története
Az aknazárak telepítésére és felszedésére szolgáló AN 2 az AN 1 aknásznaszád továbbfejlesztett, módosított változata. A hajók építését 1952-ben kezdte el a Magyar Hajó- és Darugyár könnyűfém szerkezetű hajókra szakosodott  váci gyáregysége, a Dunai Hajógyár. A gyártás 1956-os beszüntetéséig 53 db-t építettek.
A Hajókat a Magyar Néphadsereg folyami flottillájánál állították szolgálatba, ahol a Dunában található második világháborús indukciós víziaknák eltávolítására használták őket. Az 1990-es évektől a hajók többségét selejtezték. 2004-ben 32 db selejtezett, fegyverzetétől megfosztott AN 2-est árverésen értékesítették, így napjainkban mint szabadidő-hajó is előfordul Magyarország vizein.
A Magyar Honvédség néhány darabot felújított és napjainkban is üzemeltet. Az első AN 2-t 2005-ben újították fel és Ercsi néven állították ismét szolgálatba. Ezt követte a Baja nevű hajó, melyet 2007-ben újítottak fel, majd még két másik hajó felújítása következett. A felújítás során korszerű motorokat kapott a hajó és a vázszerkezeten kívül minden berendezését kicserélték, a DSK géppuskát pedig NSZVT géppuskára cserélték. A Magyar Honvédség állományában lévő AN 2-es hajókat a Tűzszerész és Hadihajós Ezred üzemelteti tűzszerész-járőrhajóként.

## Jellemzői
Rendkívül kis merülésű hajó, amelynek teljes terheléssel is csak 60 cm a merülése. A hajótest az AN 1-hez hasonlóan alumíniumból készült. A könnyűfém hajótest és a kis merülés jó aknamentesítő képességeket biztosított. Módosított, nagyobb és kényelmesebb felépítményt kapott, és az AN 1-től eltérően a kabin oldalán is vannak ajtók.
A 10,5 tonna vízkiszorítású hajót két darab, egyenként 85 LE teljesítményű Csepel D–613 dízelmotorral szerelték fel, melyek egy-egy hajócsavart hajtanak. A manőverezést két kormánylapát biztosítja.
Fegyverzetét egy darab, a felépítmény középső részén állványon elhelyezett 12,7 mm-es DSK légvédelmi géppuska alkotja.